# Reggio Calabria (provins)
Reggio Calabria  er en italienske provins på halvøen Calabrien.
Hovedstaden for provinsen er Reggio Calabria, som også har givet navn til provinsen.

## A
- Africo
- Agnana Calabra
- Anoia
- Antonimina
- Ardore

## B
- Bagaladi
- Bagnara Calabra
- Benestare
- Bianco
- Bivongi
- Bova
- Bova Marina
- Bovalino
- Brancaleone
- Bruzzano Zeffirio

## C
- Calanna
- Camini
- Campo Calabro
- Candidoni
- Canolo
- Caraffa del Bianco
- Cardeto
- Careri
- Casignana
- Caulonia
- Ciminà
- Cinquefrondi
- Cittanova
- Condofuri
- Cosoleto

## D
- Delianuova

## F
- Feroleto della Chiesa
- Ferruzzano
- Fiumara

## G
- Galatro
- Gerace
- Giffone
- Gioia Tauro
- Gioiosa Ionica
- Grotteria

## L
- Laganadi
- Laureana di Borrello
- Locri

## M
- Mammola
- Marina di Gioiosa Ionica
- Maropati
- Martone
- Melicucco
- Melicuccà
- Melito di Porto Salvo
- Molochio
- Monasterace
- Montebello Ionico
- Motta San Giovanni

## O
- Oppido Mamertina

## P
- Palizzi
- Palmi
- Pazzano
- Placanica
- Platì
- Polistena
- Portigliola

## R
- Reggio Calabria
- Riace
- Rizziconi
- Roccaforte del Greco
- Roccella Ionica
- Roghudi
- Rosarno

## S
- Samo
- San Ferdinando
- San Giorgio Morgeto
- San Giovanni di Gerace
- San Lorenzo
- San Luca
- San Pietro di Caridà
- San Procopio
- San Roberto
- Sant'Agata del Bianco
- Sant'Alessio in Aspromonte
- Sant'Eufemia d'Aspromonte
- Sant'Ilario dello Ionio
- Santa Cristina d'Aspromonte
- Santo Stefano in Aspromonte
- Scido
- Scilla
- Seminara
- Serrata
- Siderno
- Sinopoli
- Staiti
- Stignano
- Stilo

## T
- Taurianova
- Terranova Sappo Minulio

## V
- Varapodio
- Villa San Giovanni

38°06′41″N 15°39′43″Ø / 38.111388888889°N 15.661944444444°Ø